# 摩耶堂製薬
摩耶堂製薬株式会社（まやどうせいやく）は、兵庫県神戸市西区に本社を置く製薬会社である。1935年創業。現在は吸収分割によって初代から事業を継承した2代目法人で、ロート製薬の完全子会社である。

## 概要
「金蛇精」・「糖解錠」・「腎仙散」といった漢方薬を専門とした一般用医薬品を取り扱っている。また漢方薬を専門とするメーカーの中では、関西を地盤としながらも、比較的高い知名度を持つ。
地元関西のUHF局として知られる、サンテレビやKBS京都などのチャンネルでは、「金蛇精」や「ネオ小町錠」のCMが放映されていることでも知られる（なおCMは20年ほど内容が同じままで放送され続けている）。
2015年（平成27年）10月15日に、同年5月25日に準備会社として設立した新摩耶堂製薬へ吸収分割により承継するとともに、大阪府に本社を持つロート製薬へ株式譲渡し、新摩耶堂製薬は（2代目）摩耶堂製薬に、（初代）摩耶堂製薬はMS整理会社にそれぞれ商号変更した。これにより、これまで（初代）摩耶堂製薬で行っていた事業は（2代目）摩耶堂製薬へ引き継がれ、ロート製薬のグループ会社となった。
ロート製薬の子会社化以降は、販売網の構築、直営薬店の閉鎖、医療用医薬品事業の撤退、主力製品のリニューアルなどの経営改革が実施されており、2015年10月時点で101品目あった販売品目数は、2024年5月時点で約5分の1の21品目に集約されている。また、「ネオ小町錠」はパッケージデザイン変更により外箱に「ロート製薬グループ」のロゴが入るようになった。
また、経営体制を一新して再スタートする際、旧経営下で一部の強壮剤において承認とは異なる（有効成分が少ない）処方で生産し、その記録を正しく残していなかったことが自社内で発見され、発見後直ちに自主的に行政に提出するとともに是正に取り組んだものの、その間の行為が処分にあたることから、医薬品、医療機器等の品質、有効性及び安全性の確保等に関する法律（薬機法）に基づき、2017年1月6日から22日まで17日間の業務停止処分を受けた。

## 沿革
- 1935年（昭和10年） - 薬草一般販売業として株式会社に改組し、創業。
- 1950年（昭和25年） - 製薬工場を新設し、製造・卸・小売を一体化する。
- 1953年（昭和28年） - 神戸三宮地区において小売店舗展開を開始。
- 1956年（昭和31年） - 「金蛇精」をはじめとする一連の商品と漢方製剤の承認並びに製造許可を受け、製造・販売を開始。
- 1967年（昭和42年） - 煎じ薬を漢方エキス製剤化した製品の製造・販売を開始。
- 1968年（昭和43年） - 近畿地区を中心に薬局・薬店を中心に直販体制を構築。
- 1981年（昭和56年） - 代理店を通じて全国への商品供給を開始、サンテレビでのTVCM放映を開始。
- 1984年（昭和59年） - 本社工場を神戸市西区玉津町へ新築移転。
- 1995年（平成7年） - 阪神・淡路大震災により本社・工場共に被災。工場は翌年の1996年（平成8年）に再建する。
- 1996年（平成8年） - 子会社のマヤドー薬品株式会社を通じて医療用医薬品の営業活動を開始。
- 2000年（平成12年） - 医療用外用剤の製造・販売を開始。
- 2001年（平成13年） - 子会社のマヤドー薬販株式会社、東京マヤドー薬販株式会社、マヤドー薬品株式会社を統合し、営業本部と東京支社が設置される。
- 2015年（平成27年） - 新会社への吸収分割と株式譲渡に伴い、ロート製薬株式会社のグループ会社となる。旧会社は株式会社MS整理会社に商号変更。
- 2016年（平成28年） - 販売網が整備され、直営薬店「摩耶堂総本店」を閉店。株式会社MS整理会社が解散、特別清算となった。同年中に終結し、法人格消滅。
- 2017年（平成29年） - 医療用医薬品「ピムロ顆粒」の製造販売承認を本草製薬株式会社へ承継し、医療用医薬品事業から撤退。「ネオ小町錠」・「十方便秘薬」・「雲仙錠」が順次リニューアルし全国展開。
- 2018年（平成30年） - 生産量増強と老朽化対策の為、新工場の建設着手を発表。
- 2019年（平成31年/令和元年） - 分散していた本社事務所・物流倉庫・品質管理棟を工場敷地内に移転・統合（本社事務所と物流倉庫は1月、品質管理棟は3月に移転完了）。「摩耶字散」をリニューアル。
- 2020年（令和2年） - 敷地内に建築が進められていた新工場棟およびエキスプラント塔が完成・竣工される[6]。「雲仙散」と「雲仙錠」をリニューアル。「清風散」の販売をロート製薬へ移管。
- 2022年（令和4年） - 和漢ハーブブランド「HERBAL.」を立ち上げ、クラウドファンディングサイト「Makuake」を通じて販売を開始。

## 製品
- 男子強壮保健薬
  - 金蛇精(糖衣錠)【第1類医薬品】 - 男性ホルモン（メチルテストステロン）配合
- 生薬製剤
  - 雲仙散【指定第2類医薬品】 - 鎮痛や血流改善などの作用を有する生薬が主体の散剤。2020年9月に「雲仙錠」とデザインを統一するリニューアルが行われ、銀のパッケージとなった。
  - 雲仙錠【指定第2類医薬品】 - 鎮痛や血流改善などの作用を有する生薬が主体の錠剤。2020年9月に「雲仙散」とデザインを統一するリニューアルが行われ、金のパッケージとなった。
  - 摩耶字散【第2類医薬品】 - 鎮痛・抗炎症・血流改善などの作用を有する生薬が主体の散剤。2019年9月リニューアル
  - 腎仙散【第2類医薬品】 - 抗菌・利尿・抗炎症・鎮痛の作用を有する生薬が主体の散剤。2016年9月にパッケージリニューアル
  - 糖解錠【第2類医薬品】 - 血糖を穏やかに下げる作用を有する生薬が主体の錠剤。
  - 清気散【指定第2類医薬品】
  - 快気散（カイキサン）【指定第2類医薬品】 - 鎮咳の作用を有する生薬が主体の散剤。
  - 摩耶清肝散【第2類医薬品】 - 肝障害改善や抗炎症の作用を有する生薬が主体の散剤（肝臓疾患薬）。
  - 婦参散（フジンサン）【第2類医薬品】 - 女性の更年期障害治療薬
- 便秘薬
  - 十方便秘薬【指定第2類医薬品】 - 2017年9月にリニューアル
  - マヤ五黄錠【指定第2類医薬品】
- 皮膚病用内服薬
  - ネオ小町錠【第2類医薬品】 - 2017年4月にリニューアル
- 循環器用薬
  - マヤ養命錠【指定第2類医薬品】

## 事業所
- 本社　神戸市西区玉津町居住67-1
- 東京営業所　東京都中央区日本橋蛎殻町1-3-5 共同ビル51号